# Bulbus arteriosus
Der Bulbus arteriosus ist eine Struktur des Herzens mancher Fische, wo er die vierte der in Serie verbundenen Kammern (nach Sinus venosus, Atrium und Ventrikel) darstellt, durch die das Blut das Herz verlässt und in die Bauchaorta gepumpt wird. Der Bulbus arteriosus ist eine birnenförmige Kammer mit dreischichtigem Wandaufbau, die als Zwischenspeicher fungieren kann und so einen kontinuierlichen Blutfluss in die Kiemenbögen aufrechterhält.

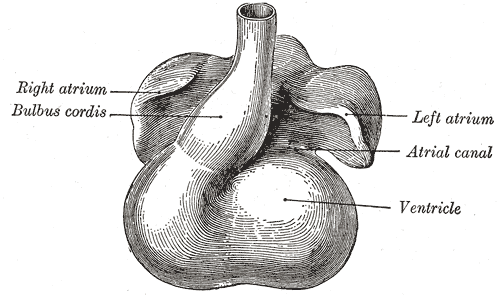
Bulbus cordis

Eine dem Bulbus arteriosus vergleichbare Struktur wird während der Entwicklungsphasen des menschlichen Herzens durchlaufen und auch Bulbus cordis genannt. Dieser liegt ventral zum primitiven Ventrikel, nachdem das sich entwickelnde Herz seine S-Form angenommen hat. Zusammen bilden der Bulbus cordis und der primitive Ventrikel die Ventrikel des so gebildeten Herzens. Das obere Ende des Bulbus cordis wird auch als Conotruncus bezeichnet.
Die angrenzenden Wände des Bulbus cordis und des Ventrikels nähern sich an, verschmelzen und verschwinden schließlich, sodass der Bulbus cordis  nun frei mit der rechten Herzkammer kommuniziert, während die Verbindung des Bulbus mit dem Truncus arteriosus ventral in den Vorhofkanal gebracht wird. Durch das Anwachsen der Ventrikelscheidewand wird der Bulbus cordis schließlich weitgehend vom linken Ventrikel abgetrennt, bleibt aber integraler Bestandteil des rechten Ventrikels und bildet dessen Infundibulum.